# Retrato de Sabasa García
Retrato de Sabasa García es un óleo realizado hacia 1806–1811 por el pintor español Francisco de Goya. Sus dimensiones son de 71 × 58 cm. Se expone en la Galería Nacional de Arte en cWashington.

## Descripción
María García Pérez de Castro llamada por sus familiares "Sabasa" nació en 1790 en Madrid en el seno de una familia acomodada. Su tío fue Evaristo Pérez de Castro, también retratado por Goya. Según una anécdota popular, el pintor conoció a la adolescente Sabasa en la casa de Pérez de Castro y, fascinado por su belleza, le pidió permiso a su tío para retratarla. Según Serraller Sabasa tenía entonces 20 años, lo que sitúa la fecha de la creación de la pintura en la primera década del siglo XIX. Natacha Seseña data el cuadro para 1820, año en el que Sabasa se casó con Juan Peñuelas.